# Шелевич Лев
Ле́в Шеле́вич (13 квітня 1883, Лежайськ — 8 вересня 1966, Чикаго) — український архітектор.

## Біографія
Народився в Лежайську. 1906 року закінчив будівельний відділ Промислової школи у Львові. 1910 року здав екзамен у Намісництві на право ведення будівельних робіт. Працював на теренах Західної України, використовуючи форми українського архітектурного модерну. Автор проєктів церков, зокрема дерев'яних, бойківського типу. Помер у Чикаго. Похований там же на цвинтарі святого Миколая.
Роботи
- Народний дім у Лежайську. Збудований із використанням елементів неороманського стилю та українського модерну. Проєкт, безкоштовно виконаний Шелевичем, реалізовано 1913 року.[3]
- Ряд споруд у Трускавці. Це зокрема: вілла Шутца (1936), пансіонат Берти Брінгс (1936), читальня «Просвіти» (1936), санаторій «Імперіал» (1937–1939).[4]
- Дерев'яна церква Різдва Богородиці у селі Ясениця-Сільна Львівської області (1937).
- Дерев'яна церква Успіння Богородиці у селі Майдан Дрогобицького району (1939).
- Керівництво спорудженням мурованої церкви Успіння Богородиці в Бориславі (1928–1931, проєкт Сергія Тимошенка та Олександра Пежанського).[5]
- Керівництво спорудженням українського дитячого притулку в Бориславі.[6]
- Церква в Млинках Шкільникових (присілок, нині район Дрогобича). Проєкт виконано безкоштовно.[7]